# Nicolas Mitric
 (octobre 2018).
Nicolas Mitric est un dessinateur et scénariste de bande dessinée français, né le 30 juin 1969 à Paris.

## Biographie
Après avoir suivi des études de menuiserie, Nicolas Mitric entre à l'ESDI (École nationale supérieure de création industrielle, aujourd'hui Créapole ESDI). Tout en travaillant comme graphiste dans la communication, Nicolas Mitric se lance en 1993 dans son premier projet en tant que scénariste de bande dessinée, la série Arkeod. À la recherche d'un dessinateur pouvant adapter cette histoire d'anticipation/fantastique, il contacte alors Benoît Vieillard (dessinateur de BD de la même promotion de l'ESDI que lui), et lui propose le projet. Mais Benoît Vieillard estime, après des essais trouvés pourtant concluants, ne pas pouvoir réaliser des albums dans un style réaliste,.
Nicolas Mitric se retrouve seul sur son projet et, en 1994, se met à illustrer la série. En 1998, la série débute chez les éditions Soleil Productions avec l'aide de Masaki Okumura (de la même promotion à l'ESDI) pour les designs et les architectures, et de Laurent Peno-Mazzarino et Virginie Cady pour des idées autour du scénario. Le premier tome sort en 1999. Pour le second tome, paru en 2001, il gère seul l'intégralité le scénario, le dessin et les couleurs ; Okumura l'aide pour les designs[source insuffisante]. Le tome 2 d’Arkeod reçoit le prix Coup de Cœur au Festival de Chambéry 2001.
À cette époque, Mitric rencontre Alain Petitclerc et lui propose de dessiner Verseau, une nouvelle série d'anticipation/fantastique qu'il a coécrit avec Laurent Peno-Mazzarino. Puis il rencontre Manu Grey à qui il propose le scénario de La Voie du silence, une histoire en deux tomes relatant les origines du personnage Scalp[évasif].
En 2000, Crisse, auteur de Kookaburra, lui propose de dessiner le premier opus de Kookaburra Universe. Nicolas Mitric accepte la proposition de Crisse. Un an après le deuxième tome d'Arkeod sort donc le tome 1 de Kookaburra Universe, qui relate les origines de Dragan Preko, héros de la série-mère Kookaburra.
En 2003, Nicolas Mitric conçoit deux nouvelles séries, à savoir Tessa, agent intergalactique et Anatole et compagnie. La première série, dessinée par Stéphane Louis et mise en couleur par Sébastien Lamirand, raconte les aventures d'une jeune héroïne dans un univers de SF. Le tome 1, paru en 2004, est nommé pour le Prix jeunesse 9-12 ans au Festival d'Angoulême de 2005[réf. nécessaire]. La série donné lieu à une série dérivée, 42 Agents intergalactiques, scénarisée et dessinée par Stéphane Louis. La deuxième série, dessinée par Philippe Fenech paraît en 2005.
En 2004, Nicolas Mitric reprend le dessin de Kookaburra, en collaboration avec Crisse, pour le tome 4. En 2006, il clôt le premier cycle de la série avec le tome 5.
En 2015, il fonde le studio d'écriture transmédia Termites Factory avec Olivier Peru, Rémi Guérin et Sylvain Dos Santos. En novembre de la même année, ils lancent leur projet d'éditer le roman Darryl Ouvremonde d'Olivier Peru, via une campagne de financement participatif.

## Œuvres

### Roman
Celtigans
1. L'Odyssée du chevalier Breizh, 14 juin 2019
2. La Côte de granit arc-en-ciel, 17 octobre 2019

### Illustrations
Nicolas Mitric a participé en tant qu'illustrateur aux recueils d'illustration suivants, parus chez Soleil Productions :
- Les Amis d'Atalante, 2003
- Les Amis de Marlysa, 2004
- Ange & Démons, 2005
- Les Filles de Soleil T4, 2000
- Les Filles de Soleil T5, 2001
- Les Filles de Soleil T6, 2002
- Les Filles de Soleil T7, 2003
- Les Filles de Soleil T8, 2004
- Les Filles de Soleil T9, 2005
- Les Filles de Soleil T11, 2007

### Prépublications
- BoDoï no 74, 75 et 77 : Kookaburra 4 : Système Ragnarok
- Lanfeust Mag no 96, 97

### Illustrations de presse
Nicolas Mitric a co-créé les personnages de Lotus et Gruff avec Igor Polouchine pour le magazine de jeux de cartes Lotus Noir, actuellement[Quand ?] dessiné par Stéphane Louis et colorisé par Sébastien Lamirand.